# Городской дом культуры (Таганрог)
Городской Дом культуры — муниципальный культурный центр в Таганроге.

## История
Здание Городского Дома культуры было построено на месте бывшей каменной ротонды с концертным залом, возведённой в 1909 году.
В 1896 году арендатором городского сада Ханамировым справа от центрального входа в сад была выстроена деревянная ротонда, которая через два года сгорела. 
Только через 10 лет на этом же участке построили новую ротонду, но уже на средства города. Она была белокаменной, с красивыми колоннами, поддерживающими свод. Замковые камни окон и другие архитектурные элементы подчёркивали пристрастие архитектора Б. И. Гершковича к уже не модному в то время классическому стилю. Хоть форма здания в плане не соответствовала точному определению «ротонды» (от лат. rotundus — круглый), таганрожцы называли это здание именно так — «новая ротонда». Ротонда сдавалась в аренду. В июле 1910 года в ней открылся частный театр «Новый мираж», в 1913 году — кинотеатр «Аполло». Концертный зал вмещал 200 человек, в нём выступали такие знаменитые гастролёры, как Александр Скрябин, Сергей Рахманинов, Александр Гречанинов и др.
В период революции и гражданской войны кинотеатр «Аполло» стал центром политической жизни города. Здесь работали: Военно-революционный комитет, Совет рабочих и крестьянских депутатов, редакция газеты и т. п. В здании проходили важнейшие городские собрания. Так, в январе 1920 года состоялось собрание по вопросу организации КСМ (комсомола).
В апреле 1918 года открылся «Народный дом», в марте 1920 — «Пролетарский клуб им. тов. Луначарского» (его часто называли «Клуб кожевников»). В 1926 и в 1927 году здесь выступал Владимир Маяковский. После перевода Клуба кожевников в другое здание — здесь располагались Дом народного творчества и Театр юного зрителя. ТЮЗ работал здесь до самой войны.
Повреждённое во время оккупации здание находилось на консервации до конца 1950-х годов. Затем началось его восстановление и реконструкция для Городского Дома культуры. С использованием прежнего фундамента и части старых наружных и внутренних стен был надстроен второй этаж, развёрнут и расширен зрительный зал, произведена перепланировка помещений. Начальником штаба по строительству ГорДК был Жан Кожевников. Новое здание Городского Дома культуры было сдано в эксплуатацию 29 апреля 1962 года. Торжественное открытие ГДК состоялось 9 августа 1962 года.
В ноябре 2012 года был масштабно отмечен 50-летний юбилей Городского дома культуры.

## Директора Городского Дома культуры
- с 2012 по наст. время — Б. Шишкин[2]
- с 2011 по 2012 — О. Н. Иванова
- с 2004 по 2011 — В. И. Нестеренко
- с 1997 по 2004 — Н. Г. Редькина
- с 198? по 1996 — О. Н. Зуева
- с 19?? по 19?? — Е. Л. Подтыкайло
- с 1962 по 19?? — К. А. Погребняк